# Жоф
Жоф (на френски: Jœuf) е град в Североизточна Франция. Разположен е на река Орн в департамент Мьорт е Мозел на регион Гранд Ест. Има жп гара по линията между Жарни и Тионвил. На около 25 км на югоизток от Жоф се намира град Мец, а на север на около 30 км е границата с Люксембург. Население 7048 жители от преброяването през 2006 г.

## Личности
Родени
- Мишел Платини (р. 1955), френски футболист